# Ernst Frederick, Duce de Saxa-Coburg-Saalfeld
Ernest Frederic, Duce de Saxa-Coburg-Saalfeld (8 martie 1724 – 8 septembrie 1800), a fost Duce de Saxa-Coburg-Saalfeld.
A fost fiul cel mare al lui Francisc Josias, Duce de Saxa-Coburg-Saalfeld și a soției acestuia,  Anna Sophie de Schwarzburg-Rudolstadt. În 1749 s-a căsătorit cu Sophia Antonia de Brunswick-Wolfenbüttel, fiica lui Ferdinand Albert al II-lea de Brunswick-Wolfenbüttel. Cuplul a avut șapte copii:
- Francisc, Duce de Saxa-Coburg-Saalfeld (1750-1806)
- Prințul Karl Wilhelm de Saxe-Cobourg-Saalfeld (1751-1757)
- Prințesa Frederica de Saxe-Cobourg-Saalfeld (1752-1752)
- Prințesa Caroline de Saxe-Cobourg-Saalfeld (1753-1829)
- Prințul Ludwig Karl de Saxe-Cobourg-Saalfeld (1755-1806)
- Prințul Ferdinand August de Saxe-Cobourg-Saalfeld (1756-1758)
- Prințul Frederick de Saxe-Cobourg-Saalfeld  (1758-1758)

Ernest de Saxa-Cobourg-Saalfeld a fost bunicul regelui Leopold I al Belgiei și străbunicul Prințului Albert de Saxa-Coburg și Gotha și a reginei Victoria a Regatului Unit.